# Nelson David Cabrera
Nelson David Cabrera Báez (phát âm tiếng Tây Ban Nha: [nelsondaˈβið kaˈβɾeɾa]; sinh ngày 22 tháng 4 năm 1983) là một cựu cầu thủ bóng đá từng thi đấu ở vị trí trung vệ. Sinh ra tại Paraguay, anh đại diện cho Đội tuyển bóng đá quốc gia Paraguay một lần trong trận giao hữu trước khi nhập tịch với tư cách là công dân Bolivia và chuyển sang đại diện cho Bolivia trên đấu trường quốc tế.

## Sự nghiệp thi đấu
Cabrera bắt đầu sự nghiệp của mình tại câu lạc bộ Olimpia Asunción và chuyển đến đại kình địch Cerro Porteño vào năm 2005. Ở đó, anh đã giành được hai chức vô địch và là đội trưởng của đội từ năm 2007 đến năm 2008. Sau đó, Cabrera chuyển đến CSD Colo Colo với giá 1.000.000 USD. Trong mùa giải 2009–2010, anh chơi cho CFR Cluj, nơi anh vô địch Liga I và thi đấu tại UEFA Europa League.

## Bê bối
Cabrera được sinh ra và lớn lên ở Paraguay, và đại diện cho đội tuyển quốc gia của họ trong một trận giao hữu năm 2007. Tuy nhiên, sau đó anh chơi ở Bolivia, nhập quốc tịch và ra mắt chính thức cho Đội tuyển bóng đá quốc gia Bolivia vào năm 2016. Các quy định của FIFA yêu cầu các cầu thủ chuyển quốc tịch phải cư trú ở đất nước đó ít nhất 5 năm, nhưng Cabrera mới chỉ sống trong 4 năm. Sau đó, anh bị FIFA tuyên bố là không đủ điều kiện, dẫn đến việc bị tước quyền tham dự 2 trận đấu gặp Peru và Chile tại Vòng loại Giải vô địch bóng đá thế giới 2018 vào ngày 1 và 8 tháng 9 năm 2016. Bolivia đã kháng cáo quyết định của FIFA lên ủy ban kháng cáo của chính họ và sau đó lên Tòa án Trọng tài Thể thao. Ở thời điểm đó, không có gì phải bàn cãi rằng Cabrera không đủ điều kiện. Tuy nhiên, Bolivia đặt câu hỏi về quyền điều tra của FIFA và cho rằng phải gửi đơn phản đối trong vòng một giờ kể từ khi trận đấu diễn ra. Cả hai đơn kháng cáo đều bị bác bỏ.
Liên đoàn bóng đá Chile yêu cầu mở một cuộc điều tra về tư cách hợp lê của Cabrera; tuy nhiên, điều này cuối cùng đã phản tác dụng đối với Chile, vì Peru, đội cũng được hưởng lợi từ kết quả của cuộc điều tra, sẽ đủ điều kiện tham dự vòng play-off liên lục địa với New Zealand, loại Chile chỉ với cách biệt sít sao. Đó là bởi Peru đã có được 3 điểm quý giá sau khi thua Bolivia trước đó trong khi Chile, đội hòa Bolivia chỉ có được 2 điểm. Cabrera ăn mừng việc Chile bị loại bằng cách tweet "God knows what He is doing and His times are perfect", sau đó là hình ảnh cho thấy Chile sẽ đủ điều kiện tham dự vòng play-off nếu cuộc điều tra không bao giờ xảy ra.

## Danh hiệu
Cerro Porteño
- Paraguay Primera División: 2005

Colo-Colo
- Chile Primera División: Clausura 2009

CFR Cluj
- Liga I: 2009–10
- Cupa României: 2009–10

Club Bolivar
- Giải bóng đá chuyên nghiệp Bolivia: Clausura 2013, Apertura 2014, Clausura 2015